# シシカバブ

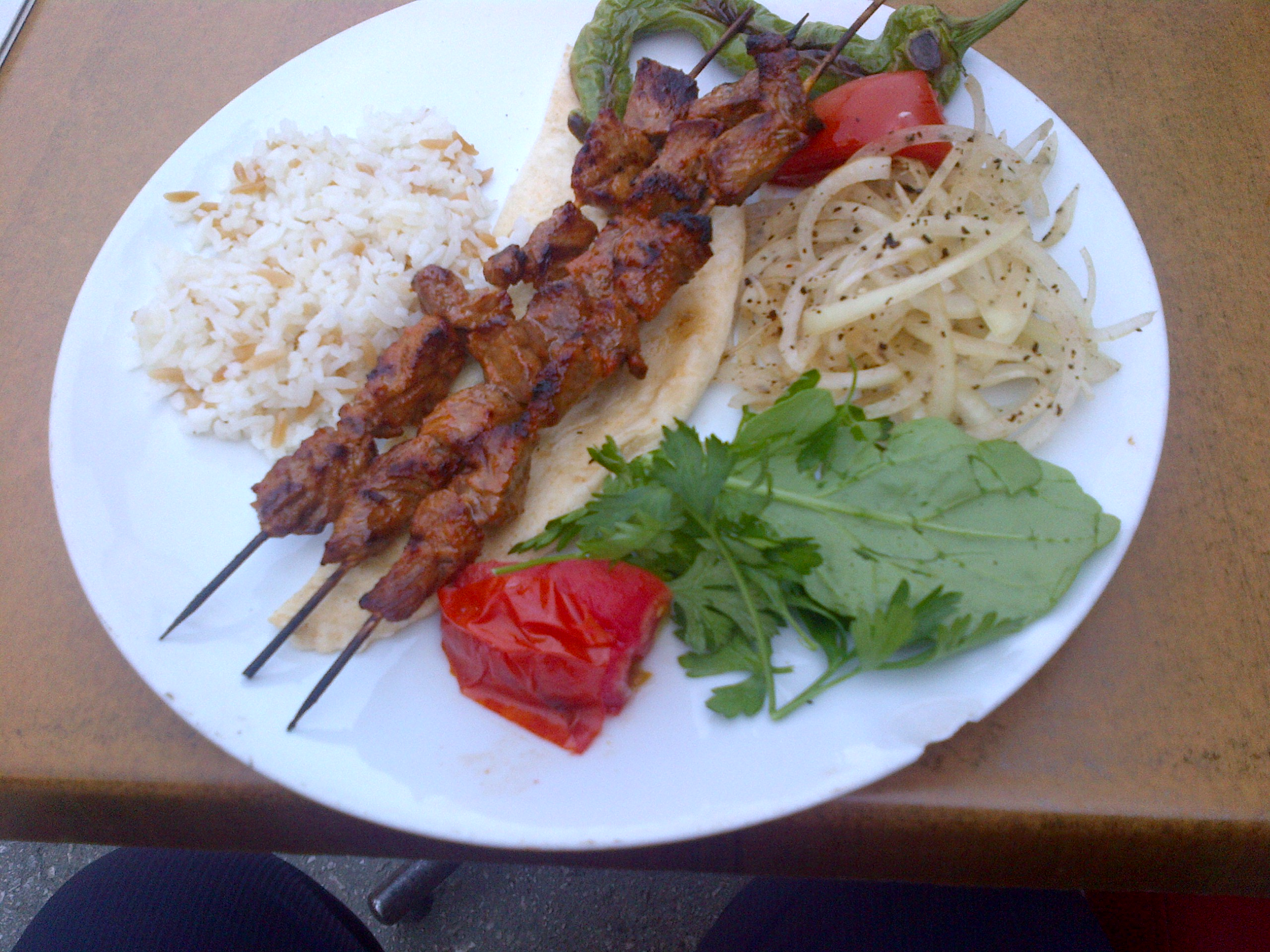
シシカバブにオルゾのピラフ、タマネギ、トマトなどを添えたもの

シシカバブは、ぶつ切りにした肉の串焼き料理の一つ。中東を中心にアジア全域で食べられている。シシ(şiş)はトルコ語で串の意、カバブはもともとロースト肉(כבבא)を意味する古代アラム語である。
カバブ（ケバブ）は異なる広範な肉料理の総称であり、串焼きのカバブは「串」を意味する語を付して、トルコではシシュ・ケバブ (şiş Kebabı)、ウイグルではジク・カワープ（زىخ كاۋاپ）、アラビア語圏ではシーシュ・カバーブ（شيش كباب）、インドではシーク・カバーブ（ヒンディー語: सीख़ कबाब, ウルドゥー語: سیخ کباب, ラテン文字転写: sīkh kabāb）と呼ばれる。キルギスのドンガン語ではチエンチエンロウ（чянчянжу、簽簽肉）と意訳して呼んでいる。似た料理に、コーカサス地方のシャシリクがある。
日本では、インド料理のシークカバーブが早くに紹介され、それがトルコ風に訛った「シシカバブー」という名前で親しまれてきた。近年、トルコ料理としてのシシュケバブが紹介されるにつれ、もともと同じ料理だが調理法の異なるシークカバーブとシシュケバブが混同されている。
串焼きのカバブの標準的なサイズは各地で差があり、日本の焼き鳥程度の20 cm程度の串を使う地域から、40 cm程度の剣のような串を使う地域もあれば、クチャ県の1 m近い巨大な串を使う例まである。

## シシュケバブ

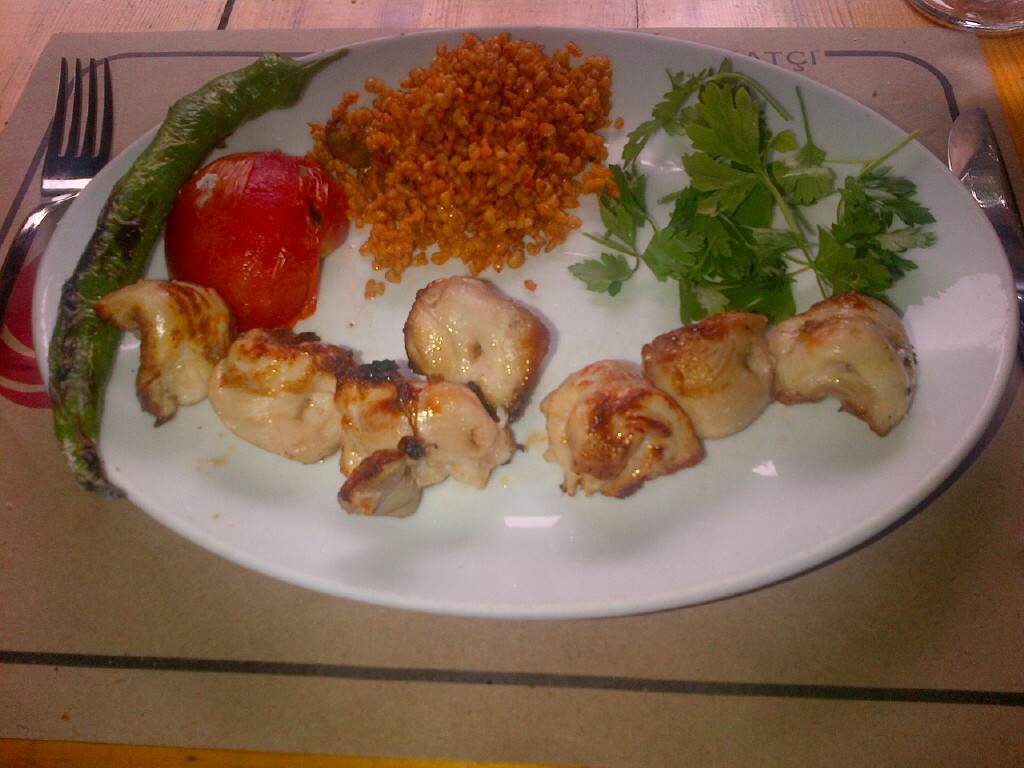
鶏肉のシシュケバブ

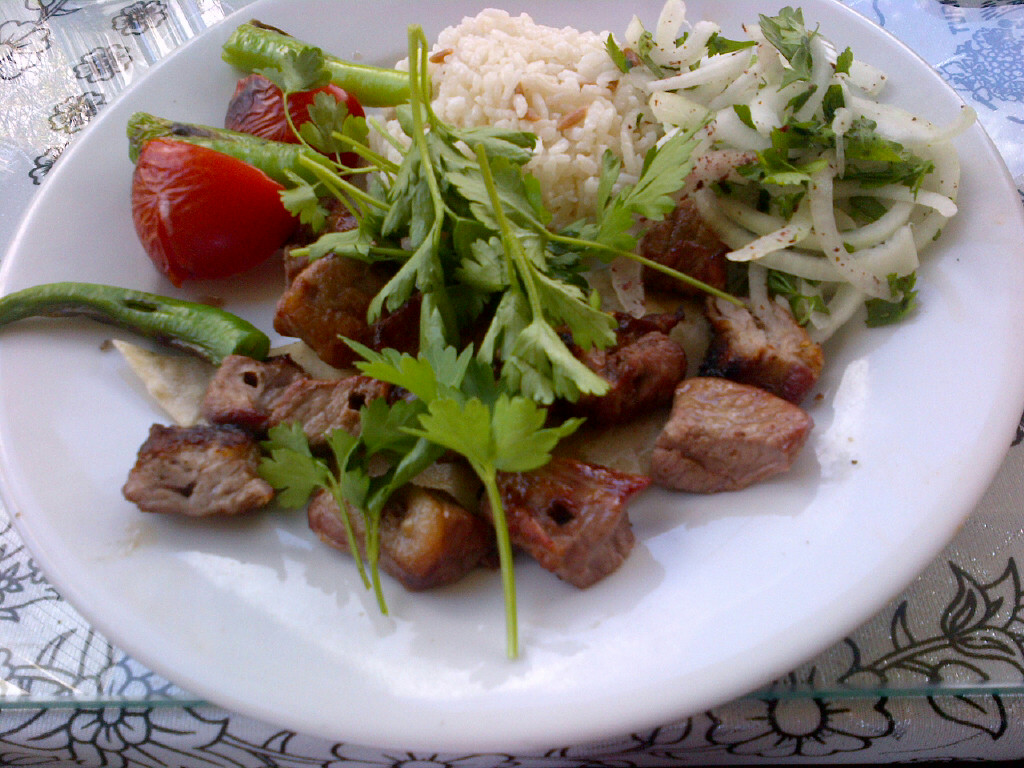
羊肉のシシュケバブ

アゼルバイジャン、トルコなどのイスラム教国の場合、一般的には羊肉が使われる(kuzu şiş)が、牛肉や仔牛肉(dana şiş)、メカジキ(kılıç şiş)、鶏肉(tavuk şiş)を使ったものもある。トルコでは、シシュケバブとそれに添える野菜は通常同じ串でなく別々に焼かれる。

## シークカバーブ

### インド
ヒンドゥー教徒が多いインドでは、ムスリム専用食堂など一部の場を除いてシークカバーブに牛肉が使われることはなく、もっぱら羊肉や山羊肉が使用される。ほか魚や鶏肉のシークカバーブもあるが、羊のものに比べればあまり一般的ではない。

### パキスタン

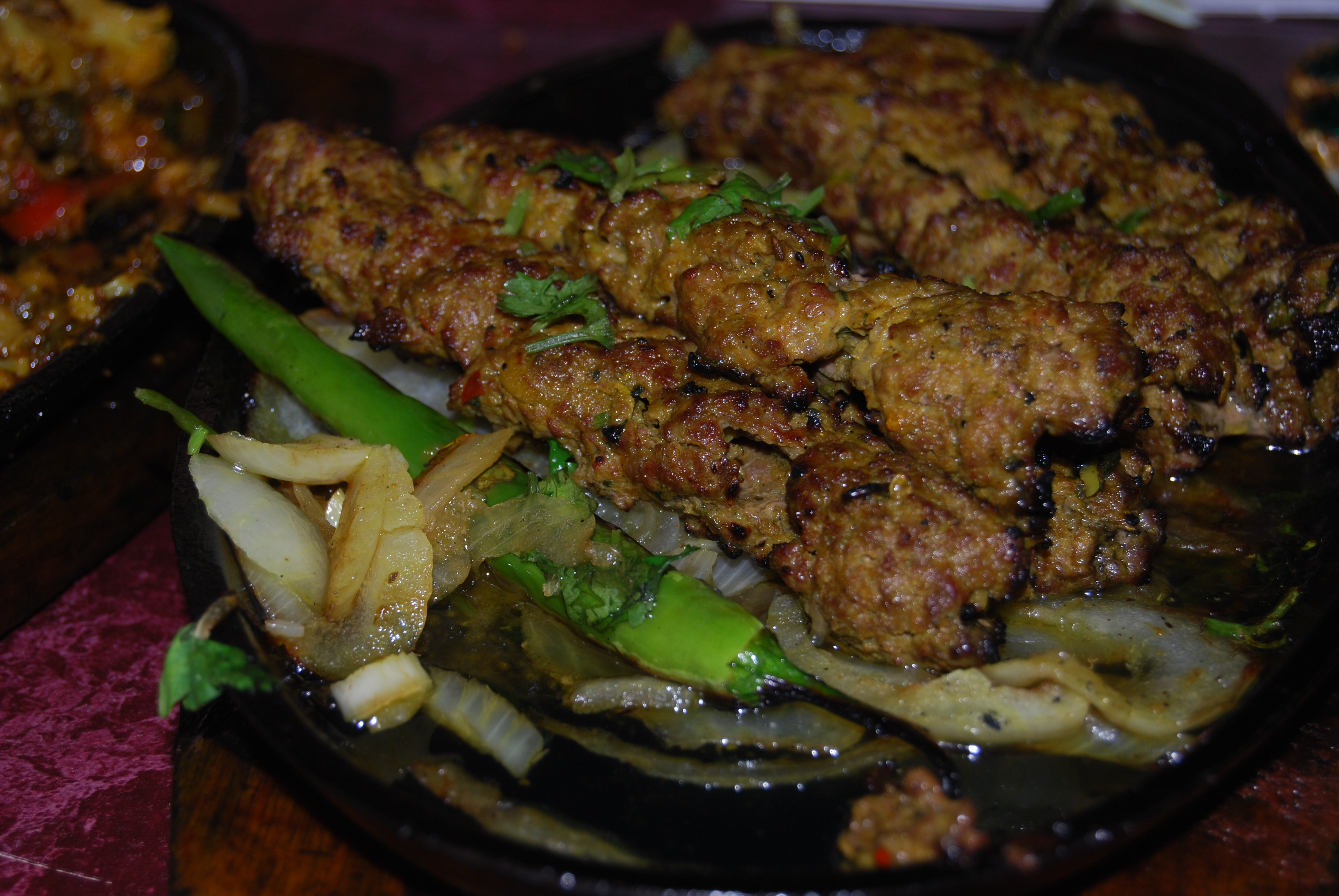
シークカバーブ（パキスタン）

パキスタンのシークカバーブは、スパイスを加えた挽肉の串焼き料理。タンドールで焼かれ、チャツネやミントのソースが添えてあることが多い。タンドールで焼いたさまざまな料理を盛り合わせた大皿に並べられることがよくある。ドネルケバブと同じようにナンに挟んで食べることもある。シークカバーブはパキスタンの伝統食としての役目を担っている。

### イラン
イランの国民食は、角切りにしたヒレまたはサーロインを串に刺して焼いたキャバーベ・バルグ (کباب برک kabāb-e barg) または味つけした挽肉を串に巻いて焼いたキャバーブ・クービーデ(کباب کوبیده kabāb kūbīde) をチェロウ (جلو chelow) という白いピラフの上にのせて食べる「チェロウ・キャバーブ」である。

## シャシリク

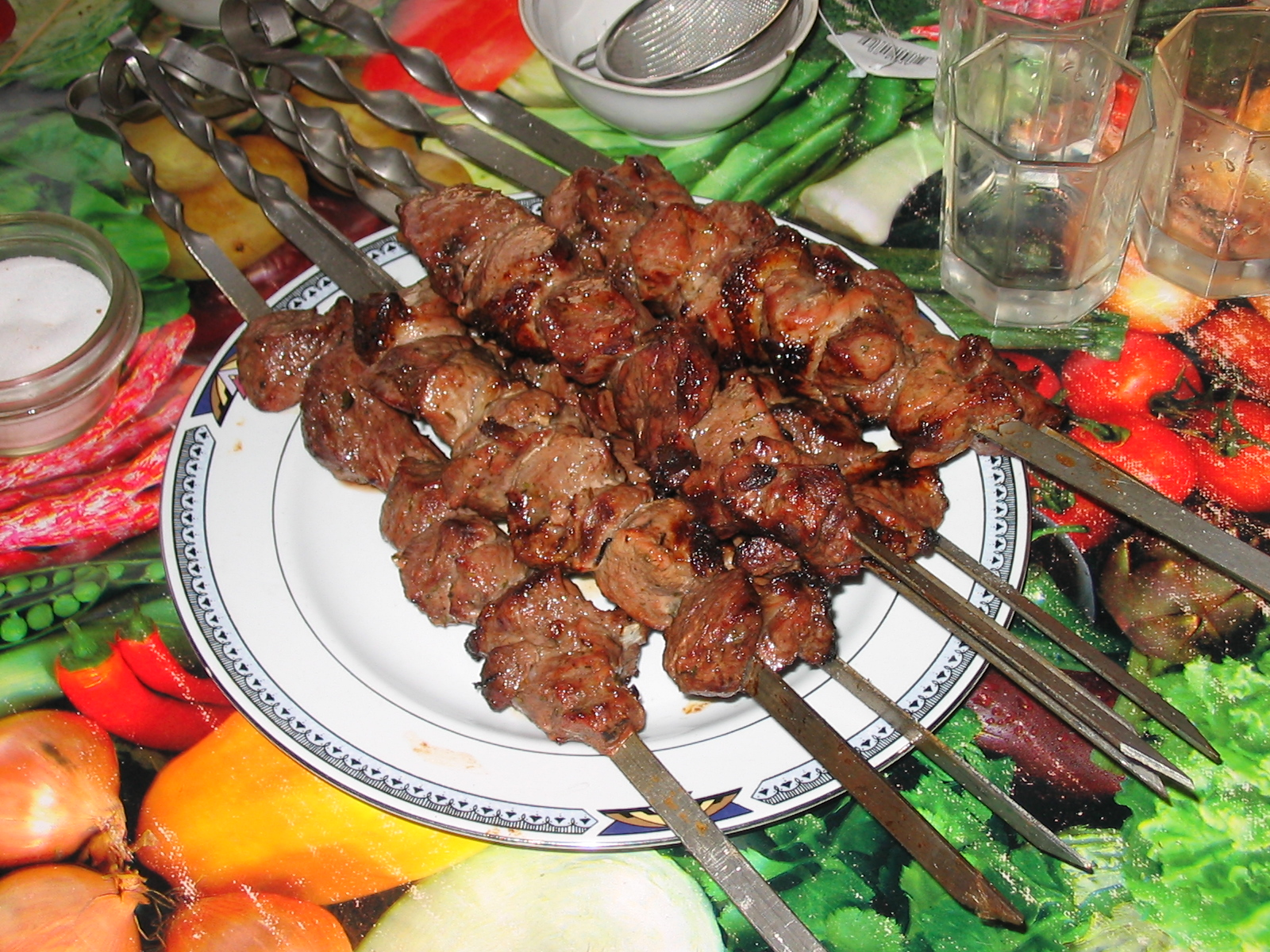
シャシリク

シャシリクは中東欧、コーカサス、中央アジア、北アジアなどで広く食される肉の串焼き料理。「シャシリク」はクリミア・タタール語からの借入語で、「串刺しにしたもの」を意味する言葉が変化したもの。シシカバブの「シシ（アゼルバイジャン語: şiş、トルコ語: şiş、串）」と同根語である。
コーカサス地方のカバブが、サハリンを含む旧ソ連各地域・各国など全域に広がったとされる。シャシリクに用いる肉はもともとは羊肉（ラムやマトン）の腎臓や肉であったが、牛肉、豚肉、鶏肉、さらにはチョウザメなどの魚肉まで、さまざまな肉類で、地方ごと、あるいは宗教や伝統に応じて食べられている。
酢やワイン、オリーブ・オイルなどを混ぜたものに、ニンニク、タマネギ、黒胡椒、クローブなどの香辛料やハーブ、塩などを調味料として長時間漬け込んだものを用いる。